# Mount Wickham
Mount Wickham är ett berg i territoriet Falklandsöarna (Storbritannien). Det ligger i den östra delen av landet, 50 km väster om huvudstaden Stanley. Toppen på Mount Wickham är 615 meter över havet, eller 131 meter över den omgivande terrängen. Bredden vid basen är 4,6 km. Mount Wickham ligger på ön Falkland Islands. Det ingår i Wickham Heights.
Terrängen runt Mount Wickham är huvudsakligen lite kuperad.  Trakten runt Mount Wickham är nära nog obefolkad, med mindre än två invånare per kvadratkilometer. Det finns inga samhällen i närheten. Trakten runt Mount Wickham består i huvudsak av gräsmarker.